# NGC 392
NGC 392 je eliptická galaxie v souhvězdí Ryb. Její zdánlivá jasnost je 12,7m a úhlová velikost 1,2′ × 0,9′. Je vzdálená 217 milionů světelných let, průměr má 75 000 světelných let. Je členem skupiny galaxií LGG 18, jejíž nejjasnější galaxií je NGC 452.
Galaxii objevil 12. září 1784 William Herschel.